# Alex Sarr
Alexandre Dam Sarr (Bordeaux, Új-Aquitania, 2005. április 26. –) francia kosárlabdázó, a Washington Wizards csapatában játszik a National Basketball Associationben (NBA). Erőcsatár és center poszton szerepel. Sarr a francia utánpótlás-válogatottban és az ausztrál NBL-ben (National Basketball League) szereplő Perth Wildcats csapatában is játszott, mielőtt a Wizards a 2024-es NBA-drafton a második helyen kiválasztotta. Olivier Sarr kosárlabdázó öccse.

## Statisztikák

### NBL
| Év        | Csapat         | JM | KM | JP/M | MG%  | 3P%  | BD%  | LP/M | GP/M | L/M | B/M | P/M |
| --------- | -------------- | -- | -- | ---- | ---- | ---- | ---- | ---- | ---- | --- | --- | --- |
| 2023–2024 | Perth Wildcats | 27 | 0  | 17,3 | .516 | .286 | .710 | 4,3  | 0,9  | 0,4 | 1,5 | 9,4 |

### NBA
| Év        | Csapat             | JM | KM | JP/M | MG%  | 3P%  | BD%  | LP/M | GP/M | L/M | B/M | P/M  |
| --------- | ------------------ | -- | -- | ---- | ---- | ---- | ---- | ---- | ---- | --- | --- | ---- |
| 2024–2025 | Washington Wizards | 67 | 67 | 27,1 | .394 | .308 | .679 | 6,5  | 2,4  | 0,7 | 1,5 | 13,0 |
| Karrier   | Karrier            | 67 | 67 | 27,1 | .394 | .308 | .679 | 6,5  | 2,4  | 0,7 | 1,5 | 13,0 |